# Hoverioptera ambricola
Hoverioptera ambricola är en tvåvingeart som först beskrevs av Alexander 1951.  Hoverioptera ambricola ingår i släktet Hoverioptera och familjen småharkrankar. Inga underarter finns listade i Catalogue of Life.